# Tip of the Iceberg
Tip of the Iceberg – другий ЕР (міні-альбом) американського поп-панк гурта New Found Glory, виданий 29 квітня 2008 року на незалежному музичному лейблі Bridge 9 Records. На диску присутні 3 нові пісні гурту, а також кавери на пісні гуртів Gorilla Biscuits, Shelter та Lifetime. Прем’єра відео на пісню "Dig My Own Grave" відбулась 19 травня 2008 року. До диску Tip of the Iceberg додавалась пластинка від сайд-проекту учасників гурту International Superheroes of Hardcore під назвою Takin' it Ova!.   

## Список пісень
1. "Tip of The Iceberg" — 1:24
2. "Dig My Own Grave" — 2:21
3. "If You Don't Love Me" — 1:55
4. "No Reason Why" (Gorilla Biscuits) — 2:03
5. "Here We Go" (Shelter) — 2:29
6. "Cut the Tension" (Lifetime) — 1:53

### Бонус трек
Бонус трек японської версії диску
1. "Jóga" (Björk) — 4:04

Лірика написана International Superheroes of Hardcore.
1. "ISHC Theme Song" — 1:18
2. "Screamo Gotta Go" — 0:56
3. "Captain Straight Edge" — 1:24
4. "Seat Belt" — 1:43
5. "Madball's Got Our Back" — 1:09
6. "Fashion Show" — 1:40
7. "Back To the Future" — 1:31
8. "Superhero Sellouts" — 0:43
9. "Just Like Dr. Jones" — 1:06
10. "Hardcore Hokey Pokey" — 1:10
11. "Dirty Mouth" — 1:33
12. "eBay Revenge" — 1:06